# 遥か群衆を離れて
『遥か群衆を離れて』（はるかぐんしゅうをはなれて、Far from the Madding Crowd）は、トーマス・ハーディの1874年の小説。
1874年に連載小説として『コーンヒル・マガジン』に匿名で掲載された後、同じ年に実名で書籍の形で出版された作品で、ハーディにとって初の商業的成功作である。

## 日本語訳
- 高畠文夫 訳『遥か群衆を離れて』角川書店、1969年。[2]
- 滝山季乃、橘智子 訳『狂おしき群をはなれて』千城、1987年。[3]
- 清水伊津代、風間末起子、松井豊次 訳『はるか群衆をはなれて』大阪教育図書、2020年。ISBN 9784271310112。[4]

## 映像化作品
- 遥か群衆を離れて (1967年の映画) ※『遙か群衆を離れて』とも表記される[5]。
- 遥か群衆を離れて (2015年の映画)（英語版） ※日本では劇場未公開でネット配信[6][7][8]。